# Subdivisões do Império Otomano
As subdivisões do Império Otomano foram as diversas divisões administrativas utilizadas pelo Império Otomano, baseadas na administração militar, mas que tinham também funções executivas. Além das regiões organizadas por este sistema de subdivisões, o império também contava com um grande número de Estados vassalos e tributários. 
A organização administrativa do império pode ser dividida em dois períodos: o primeiro corresponde à organização inicial, que evoluiu com a ascensão do império, enquanto o segundo foi a organização realizada após as amplas reformas administrativas de 1864.

## Organização inicial
A organização inicial do império data de seus inícios, quando os otomanos não passavam de um Estado vassalo dos seljúcidas (Uç Beyliği), na Anatólia central. O Império Otomano tornou-se, ao longo dos anos, um amálgama de politeias preexistentes, os beilhiques, que passaram a ser administrados pela Casa de Osman, que dominou o poder no país.
Os novos soberanos basearam-se na estrutura administrativa já estabelecida pelo sistema seljúcida, no qual os governantes hereditários destes territórios, conhecidos como beis, não foram eliminados - e sim foram mantidos no poder, sob a suserania dos sultões otomanos. O termo bei veio a ser usado gradualmente não apenas para estes antigos governantes, mas também para os novos governadores, designados para os territórios onde as lideranças locais tiveram de ser afastadas.
Inicialmente o Império Otomano foi subdividido entre o sanjaco do soberano, e outros sanjacos, que eram confiados aos filhos do sultão otomano. Cada sanjacos era governado por sanjaco-beis (sanjak beyis), governadores militares que recebiam uma bandeira ou estandarte - um sanjaco (significado literal do termo, em turco) - do próprio sultão. À medida que o império se expandiu rumo à Europa, a necessidade de um nível intermediário de administração cresceu, e durante o reinado de Murade I (1359-1389), designou-se um beilerbei (literalmente "governador dos governadores", ou governador-geral) para governar a Rumélia - a parte européia do império. Ao mesmo tempo estabeleceu-se um beilerbeilhique (governo-geral) para a Anatólia, que excluía a província de Rum, em torno de Amásia - então a capital do império - que permaneceu sob o controle direto do sultão (embora quase sempre através de seu grão-vizir). 
Após a fundação dos beilerbeilhiques, os sanjacos se tornaram divisões administrativas de segunda categoria, embora tenham continuado a ter importância em determinadas circunstâncias, como em áreas recém-conquistadas onde ainda não se havia designado um beilerbei. Além de suas obrigações como governadores-gerais, os beilerbeis eram comandantes de todas as tropas estacionadas em suas províncias.